# Mujeres afroamericanas en la época del cine mudo
El cine afroamericano evolucionó casi al mismo ritmo que el cine blanco y, aunque el papel de las mujeres negras en el primer cine mudo sólo ha empezado a recibir atención popular y académica recientemente, las mujeres negras participaron en el cine negro desde el principio de la historia del cine de Estados Unidos. En su día, Maria P. Williams fue considerada la primera mujer negra cineasta por su trabajo en The Flames of Wrath (1923) y Tressie Souders también fue honrada con la misma distinción por su trabajo en A Woman's Error (1922). Otros han defendido que esa distinción corresponde al documental bélico Doing Their Bit (1916), de Madame E. Toussaint Welcome, o a Eloyce King Patrick Gist por Hell Bound Train (hacia 1929-30). Lo cierto es que las mujeres negras contribuyeron como guionistas, actrices, directoras y productoras desde los primeros tiempos del cine.

## Historia
Entre las pioneras de la industria cinematográfica se encuentran Alice B. Russell, Eslanda Robeson, Eloyce King Patrick Gist, Zora Neale Hurston, Tressie Souders, Madame E. Toussaint Welcome, Mrs. M. Webb y Birdie Gilmore, cuyas contribuciones se produjeron cuando tanto mujeres como hombres afroamericanos asumieron el papel de director, productor y guionista. Mujeres influyentes como Dorothy Davenport y Maria P. Williams también trabajaron muy duro para romper los estereotipos femeninos y raciales, lo que también se extendió a la forma en que las mujeres contribuyeron al proceso de creación cinematográfica. Según la publicación de la Biblioteca del Congreso sobre las mujeres de la época del cine mudo detrás de la cámara, las mujeres participaban en la industria cinematográfica en un sentido más amplio de lo que se percibía, y el papel de montadora, por ejemplo, se consideraba un trabajo de mujeres. Otras mujeres asumieron funciones de guionista, productora, directora, camarógrafa, colorista, lectora, script girl y directora de casting.
La época del cine mudo en Estados Unidos se extendió desde finales de la década de 1890 hasta mediados de la década de 1920, pero hoy en día sólo existe una parte del inventario original. “No existe una cifra única para los largometrajes estadounidenses existentes de la época muda, ya que las copias supervivientes varían en formato e integridad.” Hay películas mudas de las que sólo se conservan algunas partes, como el título, pero a las que les faltan uno o dos rollos de película. Sólo 2.749 (25%) de los largometrajes mudos estadounidenses sobreviven en su forma completa. Otras 562 (el 17% de los títulos supervivientes y el 5% de la producción total) sobreviven en forma incompleta. Por todas estas razones, es probable que participaran muchas más mujeres de color de las que actualmente conocemos.

## Galería
(La selección estaba limitada por la disponibilidad.)

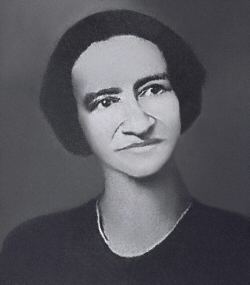
Drusilla Dunjee Houston
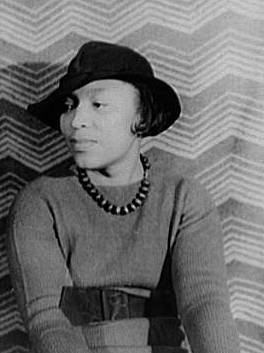
Zora Neale Hurston
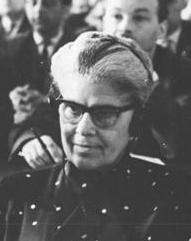
Eslanda Robeson
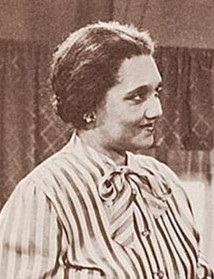
Alice B. Russell
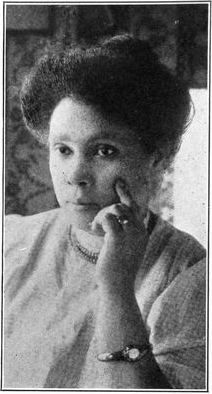
Maria P. Williams
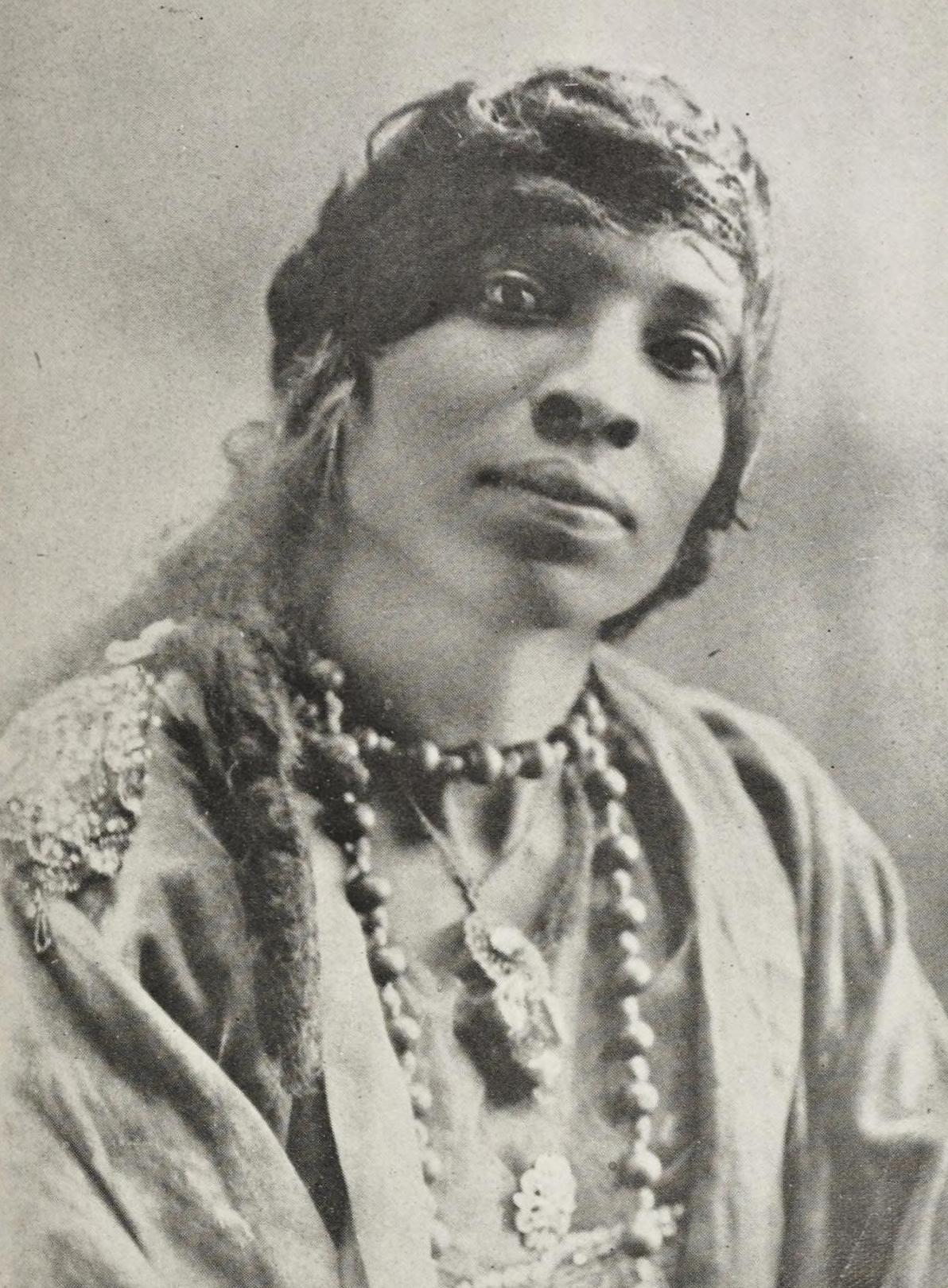
Madame Sul-Te-Wan
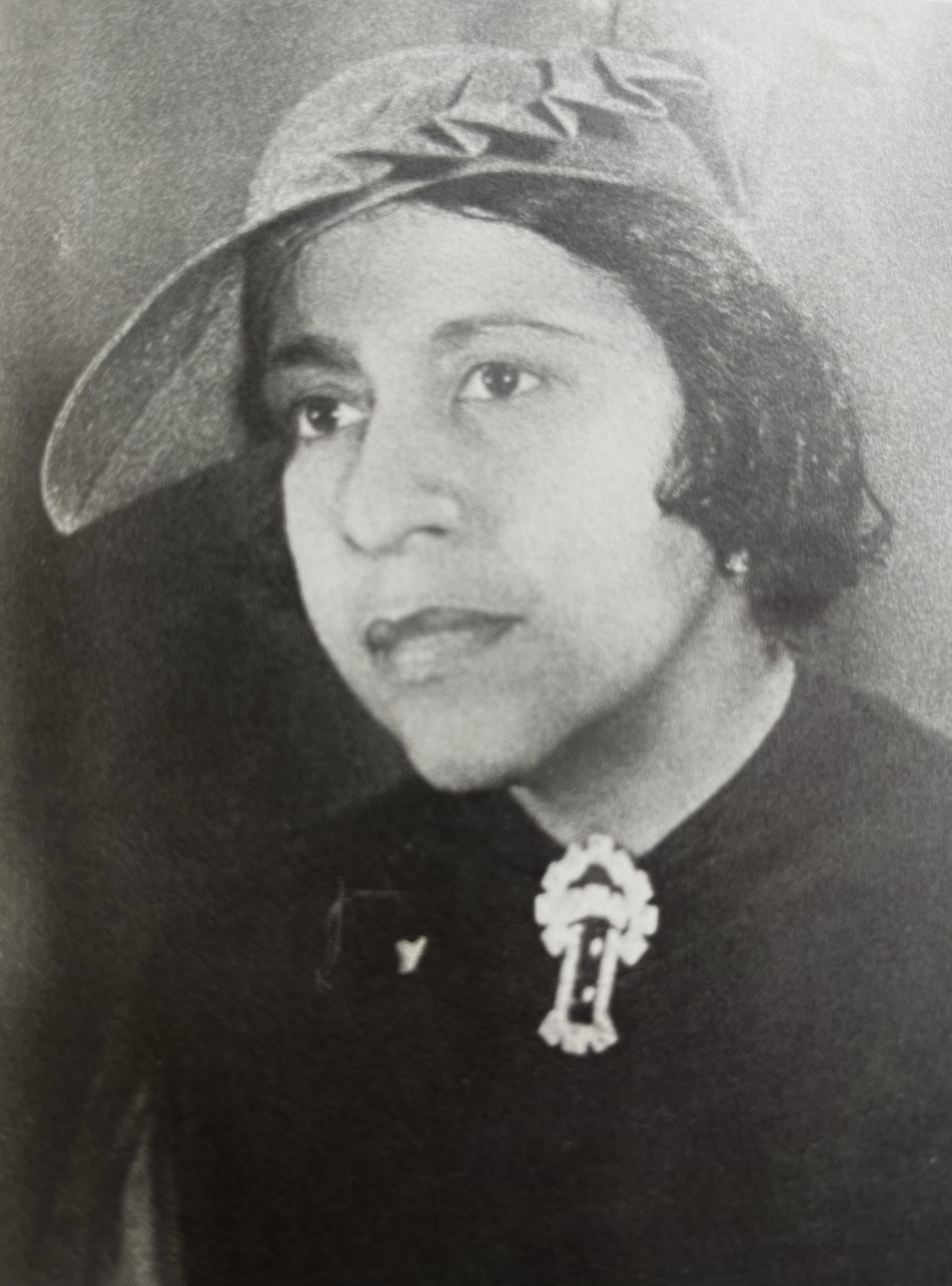
Anita Bush
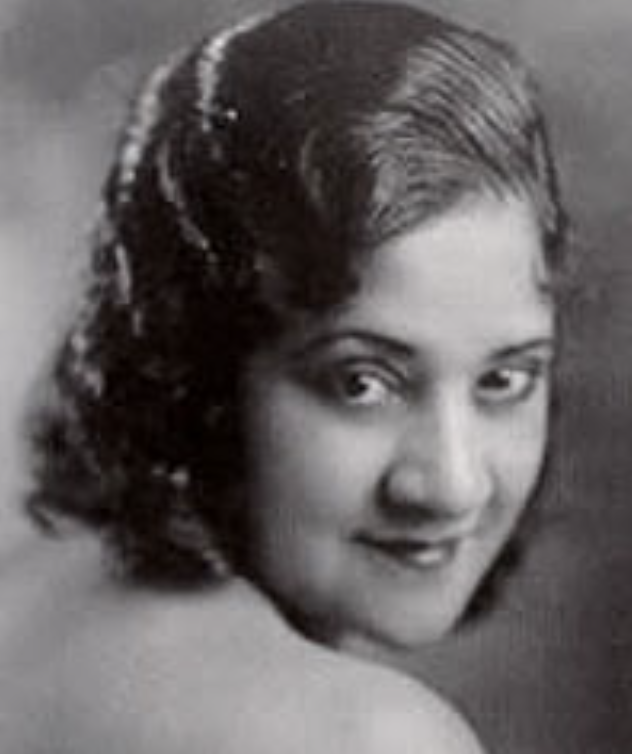
Evelyn Preer

### Más sobre las pioneras del cine negro
- A website for Sisters in Cinema Documentary: A History of African American Women Feature Film Directors

- Black Film Archive: A showcase for Black films made from 1915 to 1979
- Columbia University on Women Film Pioneer Project: African-American Women in the Silent Film Industry
- The Atlantic on When Hollywood's Power Players Were Women